# Wilhelm Fonk

Wilhelm Fonk

Wilhelm Fonk (* 25. Januar 1896 in Barmen; † 13. März 1974 in Erlangen) war ein deutscher Politiker (Zentrum).

## Leben und Wirken

### Kaiserreich und Weimarer Republik (1896 bis 1933)
Fonk besuchte das Gymnasium. Nach dem Abitur, das er 1914 ablegte, nahm er ab dem 1. September 1914 am Ersten Weltkrieg teil, in dem er als Angehöriger des Infanterieregiments 39 und des Reserveinfanterieregiments 218 an der Ost- und Westfront kämpfte. 1915 wurde er zum Leutnant der Reserve befördert, außerdem wurde er während des Krieges mit dem Eisernen Kreuz beider Klassen und mit dem Verwundetenabzeichen ausgezeichnet.
Bereits während des Krieges war Fonk an der Ludwig-Maximilians-Universität München als Student der Volkswirtschaft und der Rechtswissenschaft immatrikuliert. Nach dem Krieg studierte er ebendiese Fächer in Bonn (1918 bis 1919), Münster (1919) und Köln (1919 bis 1920). Im November 1920 promovierte er in Köln zum Dr. rer. pol. Anschließend arbeitete er zwei Jahre lang als Assistent im Verband der Rheinisch-Westfälischen Baumwollspinner in Mönchengladbach. 1922 heiratete er. Im Juli desselben Jahres wurde Fonk Syndikus der Handels- und Industriebeiräte der Zentrumspartei in Berlin. Im Juni 1932 kam er in den Vorstand desselben Gremiums.
Mitte der 1920er Jahre begann er, sich verstärkt politisch zu betätigen. Als Mitglied der katholischen Zentrumspartei übernahm er verschiedene Ämter.
Bei der Reichstagswahl vom Juli 1932 wurde Fonk als Kandidat des Zentrums für den Wahlkreis 7 (Breslau) in den Reichstag gewählt, dem er in der Folge bis zum November 1933 angehörte. Bestätigt wurde sein Mandat zwischenzeitlich zweimal, bei den Reichstagswahlen vom November 1932 und bei den Wahlen vom März 1933. Das wichtigste parlamentarische Ereignis, an dem Fonk sich während seiner Abgeordnetenzeit beteiligte, war die Verabschiedung des Ermächtigungsgesetzes im März 1933, das unter anderem auch mit seiner Stimme beschlossen wurde.

### Zeit des Nationalsozialismus und Nachkriegszeit (1933 bis 1974)
Im Frühjahr 1933 wurde Fonk in den sogenannten „Arbeitsausschuss in der Reichskanzlei“ berufen. Dieses Gremium, das Hitler im Gegenzug für die Zustimmung der Zentrumspartei zum Ermächtigungsgesetz hatte bilden lassen, sollte führenden Zentrums-Politikern die Möglichkeit geben, Einblick in aktuelle Gesetzesvorhaben zu nehmen, um so frühzeitig eventuelle Bedenken oder Kritikpunkte anmelden zu können. Der Arbeitsausschuss, dem außer Fonk noch drei weitere Zentrums-Politiker – Ludwig Kaas, Adam Stegerwald und August Wegmann – angehörten, traf im März/April 1933 drei Mal zu Sitzungen mit Adolf Hitler zusammen: am 31. März 1933, am 2. April (in Anwesenheit von Wilhelm Frick und Hans Heinrich Lammers) und zuletzt am 7. April. Nachdem das Regime sich weiter konsolidiert hatte und eine kooperative Haltung des Zentrums weniger bedeutsam wurde, wurde der Ausschuss wieder aufgelöst.
1934 wurde Fonk führender Mitarbeiter beim Schocken-Konzern. Dort übernahm er zunächst das Ressort Verwaltung und die Repräsentanz des Unternehmens im Verkehr mit den Behörden.
Etwa ab 1941 nahm Fonk am Zweiten Weltkrieg teil. Er geriet in sowjetische Kriegsgefangenschaft, aus der er später frühzeitig entlassen wurde, da er während des Krieges die Beförderung zum Offizier ausgeschlagen hatte. Nach seiner Rückkehr in die Heimat übernahm Fonk erneut führende Positionen in der Merkur AG. Später stieg er bis zum Vorsitzenden des Vorstandes der Merkur AG und zum Generaldirektor der Merkur Horten & Co. in Nürnberg auf.
1960 wurde er von Kardinal-Großmeister Nicola Canali zum Ritter des Ritterordens vom Heiligen Grab zu Jerusalem ernannt und am 30. April 1960 durch Lorenz Kardinal Jaeger, Großprior des Ordens, investiert.
Fonk war Mitglied der katholischen Studentenverbindung Suevia-Köln im KV.

## Schriften
- Die deutschen Interessenvertretungen von Industrie und Handel: Ihre Entstehung und Tätigkeit. Eine Vorstudie für die Zusammensetzung des Reichswirtschaftsrates. Köln, Univ., Diss., 1920 [1921].
- Zentrum und Industrie. Germania, Berlin 1924.